# Berliner Fußballmeisterschaft 1911/12
Die Berliner Fußballmeisterschaft 1911/12 war die erste unter dem Verband Brandenburgischer Ballspielvereine (VBB) ausgetragene Berliner Fußballmeisterschaft. Die vorher in verschiedenen Verbänden spielenden Berliner Fußballvereine wurden unter dem VBB vereinigt, so dass ab dieser Saison nur noch eine Berliner Fußballmeisterschaft ausgetragen wurde.
Die Berliner Fußballmeisterschaft wurde in dieser Saison in zwei Gruppen mit je zehn Mannschaften ausgetragen, deren Sieger in zwei Finalspielen den Berliner Fußballmeister ausspielten. Am Ende setzte sich der BFC Preußen gegen den Berliner TuFC Viktoria durch und qualifizierte sich somit für die deutsche Fußballmeisterschaft 1911/12. Bei dieser schied der BFC Preußen nach einer 1:2-Niederlage in Hamburg gegen Holstein Kiel bereits im Viertelfinale aus. Der Berliner TuFC Viktoria war als Titelverteidiger ebenfalls für diese Fußballmeisterschaft qualifiziert und schied im Halbfinale ebenfalls gegen Holstein Kiel aus.
Da zur nächsten Saison die Berliner Fußballmeisterschaft nur in einer Gruppe ausgetragen wurde, stiegen die Hälfte der Mannschaften pro Gruppe ab.

## Teilnehmer
Für die erstmalige Austragung der Berliner Fußballmeisterschaft unter dem VBB waren folgende Mannschaften qualifiziert:
- alle teilnehmenden Mannschaften der Berliner Fußballmeisterschaft des Verbandes Berliner Ballsportvereine (ebenfalls VBB) 1910/11:
  -  Berliner TuFC Viktoria
  -  BFC Preußen
  -  BTuFC Union 1892
  -  BFC Hertha 1892
  -  BTuFC Britannia 1892
  -  BTuFC Alemannia 90
  -  Berliner BC 03
  -  Minerva 93 Berlin
  -  Berliner Tennis-Club Borussia
- die 3 besten Mannschaften der märkischen Fußballmeisterschaft 1910/11 (MFB):
  -  FC Tasmania Rixdorf
  -  BFC Norden-Nordwest
  -  Vorwärts 90 Berlin
- der Sieger der Berliner Fußballmeisterschaft des Verbandes Berliner Athletik-Vereine (VBAV) 1910/11:
  -  Berliner Sport-Club
- die Sieger der Qualifikationsspiele zur Teilnahme an der Berliner Fußballmeisterschaft 1911/12. Qualifiziert waren seitens VBB die jeweils beiden bestplatzierten Klubs der vier Staffeln der 2. Klasse, seitens des MFB die Plätze 6 und 7 der Saison 1910/11 und seitens des VBAV die Plätze 2 und 3 der Saison 1910/11. Folgende Mannschaften setzten sich durch:
  -  BFC Rapide (VBB)
  -  Charlottenburger FC Triton (VBB)
  -  BSC Favorit 1896 (VBB)
  -  BFC Concordia (VBB)
  -  FC Union-Halensee Charlottenburg (VBB)
  -  BFC Germania 1888 (VBB)
  -  FC Viktoria Spandau (MFB)

## Gruppe A
| Pl. | Verein                        | Sp. | S  | U | N  | Tore    | Quote | Punkte |
| --- | ----------------------------- | --- | -- | - | -- | ------- | ----- | ------ |
| 1.  | Berliner TuFC Viktoria        | 18  | 14 | 1 | 3  | 062:280 | 2,21  | 29:70  |
| 2.  | BTuFC Britannia 1892          | 18  | 13 | 2 | 3  | 083:290 | 2,86  | 28:80  |
| 3.  | BTuFC Union 1892              | 18  | 14 | 0 | 4  | 069:290 | 2,38  | 28:80  |
| 4.  | Berliner BC 03                | 18  | 11 | 1 | 6  | 056:430 | 1,30  | 23:13  |
| 5.  | Vorwärts 90 Berlin            | 18  | 9  | 2 | 7  | 056:430 | 1,30  | 20:16  |
| 6.  | BSC Favorit 1896              | 18  | 7  | 2 | 9  | 050:540 | 0,93  | 16:20  |
| 7.  | Berliner Tennis-Club Borussia | 18  | 5  | 2 | 11 | 030:650 | 0,46  | 12:24  |
| 8.  | Charlottenburger FC Triton    | 18  | 6  | 0 | 12 | 037:790 | 0,47  | 12:24  |
| 9.  | BFC Germania 1888             | 18  | 3  | 2 | 13 | 026:720 | 0,36  | 08:28  |
| 10. | Berliner Sport-Club           | 18  | 1  | 0 | 17 | 017:930 | 0,18  | 02:34  |

## Gruppe B
| Pl. | Verein                           | Sp. | S  | U | N  | Tore    | Diff. | Punkte |
| --- | -------------------------------- | --- | -- | - | -- | ------- | ----- | ------ |
| 1.  | BFC Preußen                      | 18  | 15 | 2 | 1  | 087:200 | 4,35  | 32:40  |
| 2.  | BFC Hertha 1892                  | 18  | 14 | 2 | 2  | 053:220 | 2,41  | 30:60  |
| 3.  | Minerva 93 Berlin                | 18  | 11 | 5 | 2  | 058:250 | 2,32  | 27:90  |
| 4.  | FC Tasmania Rixdorf              | 18  | 9  | 1 | 8  | 047:570 | 0,82  | 19:17  |
| 5.  | BTuFC Alemannia 90               | 18  | 7  | 4 | 7  | 039:420 | 0,93  | 18:18  |
| 6.  | BFC Concordia                    | 18  | 5  | 4 | 9  | 035:400 | 0,88  | 14:22  |
| 7.  | FC Viktoria Spandau              | 18  | 6  | 1 | 11 | 025:500 | 0,50  | 13:23  |
| 8.  | BFC Rapide                       | 18  | 5  | 1 | 12 | 026:510 | 0,51  | 11:25  |
| 9.  | FC Union-Halensee Charlottenburg | 18  | 4  | 0 | 14 | 023:530 | 0,43  | 08:28  |
| 10. | BFC Norden-Nordwest              | 18  | 4  | 0 | 14 | 025:580 | 0,43  | 08:28  |

## Finalspiele Berliner Fußballmeisterschaft
Das Hinspiel fand am 7. April 1912, das Rückspiel am 21. April 1912 statt.
|                                      | Gesamt |                                                 | Hinspiel | Rückspiel |
| ------------------------------------ | ------ | ----------------------------------------------- | -------- | --------- |
| BFC Preußen (Gruppensieger Gruppe B) | 4:2    | Berliner TuFC Viktoria (Gruppensieger Gruppe A) | 2:1      | 2:1       |